# Асіф Алі Зардарі

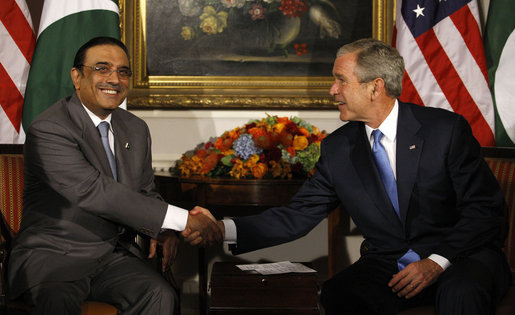
Асіф Алі Зардарі і Президент США Джордж Буш, Нью-Йорк, вересень 2008 року.

Асіф Алі Зардарі (урду آصف علی زرداری, синдхі آصف علي زرداري нар. 26 липня 1955, Карачі) — пакистанський політик, чоловік убитої колишньої прем'єрки Пакистану Беназір Бхутто. Член Пакистанської народної партії з 30 грудня 2007 року. У 2008-2013 та з 2024 роках президент Пакистану.

## Біографія
Асіф Алі Зардарі одружився з Беназір Бхутто 18 грудня 1987 року в Карачі. Подружжя мало троє дітей: сина Білавала і дочок Бахтвар і Aсеефу. У 1990 заарештований за звинуваченням у шантажі. Йому було пред'явлено звинувачення з погрозами на адресу пакистанського бізнесмена Муртазі Бухарі і змушення його зняти гроші зі свого банківського рахунку. Зардарі провів у в'язниці три роки. Звинувачення були скасовані і його було випущено у 1993, коли його дружина посіла посаду прем'єрки Пакистану.
Під час дії другого уряду Беназір Бхутто (1993—1996) Зардарі був депутатом Національних зборів. Пізніше його було призначено міністром навколишнього середовища. Перед відставкою другого уряду Беназір Бхутто, у вересні 1996 року за загадкових обставин був убитий її брат Муртаза Бхутто. У листопаді 1996, уряд Беназір Бхутто відправив у відставку президент Пакистану Фарук Легара, у тому числі за звинуваченням у корупції прем'єрки. Зардарі пред'явлені нові звинувачення в корупції і зв'язках з убивством Муртаза Бхутто.
Через це Зардарі 1997—2004 провів в ув'язненні. Був звільнений під заставу в листопаді 2004 року. Після звільнення з в'язниці, він  до Нью-Йорка. Мешкав у США і в Дубаї в ОАЕ. Зардарі хворіє на діабет, має проблеми з серцем і хребтом.
У серпні 2004 року Зардарі визнав, що в нього є активи на суму £ 4350000 в графстві Суррей, Англія
(особняк і два господарства), які, на думку пакистанської влади, він придбав в результаті корупції. Раніше він і його сім'я вже давно заперечували володіння таким майном. Верховний суд Англії та Уельсу, порушив кримінальну справу за обставин придбання майна Зардарі. Інше звинувачення проти Зардарі було питання про покупку в Швейцарії дорогоцінних прикрас. Це мало було вказувати на спроби відмивання грошей сім'ї Бхутто. Через звинувачення в корупції, висунуті, Зардарі був відомий як «Містер 10 %».

## Повернення до політики
У жовтні 2007, Асиф Алі Зардарі повернувся в Пакистан зі своєю дружиною. Після смертельного нападу на Бхутто 27 грудня 2007
року Зардарі було запропоновано очолити Пакистанську народну партію. 30 грудня 2007 його було обрано співголовою ПНП, офіційним головою партії було обрано його сина, Bilawal Зардарі.. 18 лютого 2008 на парламентських виборах в Пакистані перемогла ПНП отримавши 124 з 340 місць у Національних зборах.
8 березня 2008 Зардарі від імені своєї партії підписав угоду з Наваз Шаріфом з ісламської ліги Пакистану про створення спільної урядової коаліції. Одним з основних положень угоди було відновлення суддів Верховного суду, скасованих Мушаррафом під час надзвичайного стану в листопаді 2007. 25 березня 2008 головою коаліційного уряду став Юсуф Реза Гілані.

### Шлях до президентства
7 серпня 2008 Пакистанська народна партія і Пакистанська ісламська ліга оголосили про свій намір розпочати процедуру імпічменту
проти президента Первеза Мушаррафа. Основним закидом було порушення конституції під час переобрання Мушаррафа на пост президента в листопаді 2007. 11 серпня 2008 парламент ініціював процедуру імпічменту. 18 серпня
2008 Первез Мушарраф перед ймовірністю звільнення з посади, пішов у відставку з посади президента. Це призвело до необхідності призначення нового глави держави протягом 30 днів. 22 серпня 2008 пакистанських виборча комісія встановлює строк для обрання на 6 вересня 2008.
22 серпня 2008 Пакистанська народна партія висунула свого кандидата Зардарі на президентських виборах. У відповідь пакистанська ісламська ліга вийшла з коаліції і висунула свого кандидата, Saeeduzzaman Siddiqui.
6 вересня 2008 Асиф Алі Зардарі було обрано на президентських виборах, отримавши 481 з 702 можливих голосів (352 голосів були необхідні). Другим, з результатом 153 голоси, був Saeeduzzaman Siddiqui. Вступив на посаду президента Пакистану 9 вересня 2008], склав присягу перед суддями Верховного суду.